# Teryola
Teryola (en georgiano: თერჯოლა) es una ciudad en el oeste de Georgia, ubicada en el centro de la región de Imericia y capital del municipio homónimo. 

## Geografía
Teryola está situada en las tierras bajas de Imericia, en la margen derecha del río Chjara y a 14 km de Zestaponi. 

## Historia
Teryola se menciona por primera vez en las fuentes del siglo XVII. 
En 1950, la sede administrativa del raion de Chjari formado en 1930 se trasladó a Teryola y en consecuencia, el raión cambió de nombre. En 1969 Teryola recibió el estatus de asentamiento de tipo urbano y en 1983 recibió derechos de ciudad.

## Demografía
La evolución demográfica de Teryola entre 1939 y 2022 fue la siguiente:
| 4830                                            | 3995 | 4752 | 5402 | 6318 | 5489 | 4644 | 4737 |
| (Fuente: Population of Georgia in Soviet times) |      |      |      |      |      |      |      |

Históricamente, la población de Teryola ha sido mayoritariamente georgiana.
|              | 2014      | 2014       |
| Grupo étnico | Población | Porcentaje |
| ------------ | --------- | ---------- |
| Georgianos   | 4626      | 99,61%     |
| Rusos        | 9         | 0,19%      |
| Azeríes      | 6         | 0,13%      |
| Total        | 4644      | 100%       |

## Infraestructura

### Transporte
Teryola se encuentra en la carretera Tiflis-Zestaponi.

## Personas ilustres
- Mirian Guiorgadze (1976): deportista georgiano que compitió en lucha grecorromana.